# Tantalus Provincial Park
Der Tantalus Provincial Park ist ein 11.351 ha großer Provincial Park in British Columbia in Kanada. Der Park liegt nordnordöstlich von Squamish im Squamish-Lillooet Regional District.
Bei dem Park selber handelt es sich um ein Schutzgebiet der Kategorie Ib (Wildnisgebiet). Der Park, bzw. ein Teil seiner Fläche, ist zudem Bestandteil des im September 2021 neu eingerichteten Biosphärenreservat Atl'ka7tsme/Howe Sound, einem UNESCO-Biosphärenreservat.
Der Park liegt in den Bergen der Tantalus Range, welche zur Bergkette der Pacific Ranges gehört. Nach Nordosten grenzt er annähernd an den Squamish River und im Südosten an den Brackendale Eagles Provincial Park.